# Codes OTAN des grades du personnel militaire

Drapeau de l'OTAN.

Les codes OTAN des grades du personnel militaire définissent l'équivalence des grades des forces armées des pays membres de l'Organisation du traité de l'Atlantique nord (OTAN).

## Définition
Le document STANAG 2116, officiellement intitulé « NATO Codes for Grades of Military Personnel » définit une « échelle de rang standard » permettant de faire correspondre les différents grades des armées de ses membres. 
Les codes sont séparés entre:
- Les officiers (Code OF, pour OFficer en anglais), numérotés de 1 à 10
- les militaires du rang et sous-officiers  (Code OR, pour Other Ranks en anglais), numérotés de 1 à 9.
- Les codes WO, numérotés de 1 à 5 ne sont utilisés que pour les Warrant Officers de l'armée américaine.

## Grade et insigne

### Armée de terre
- Codes OTAN des grades des officiers des armées de terre
- Codes OTAN des grades des sous-officiers et militaires du rang des armées de terre

### Force aérienne
- Codes OTAN des grades des officiers des armées de l'air
- Codes OTAN des grades des sous-officiers et militaires du rang des armées de l'air

### Marine
- Codes OTAN des grades des officiers des marines militaires
- Codes OTAN des grades des officiers mariniers et marins des marines militaires